# Pucołowski Stawek

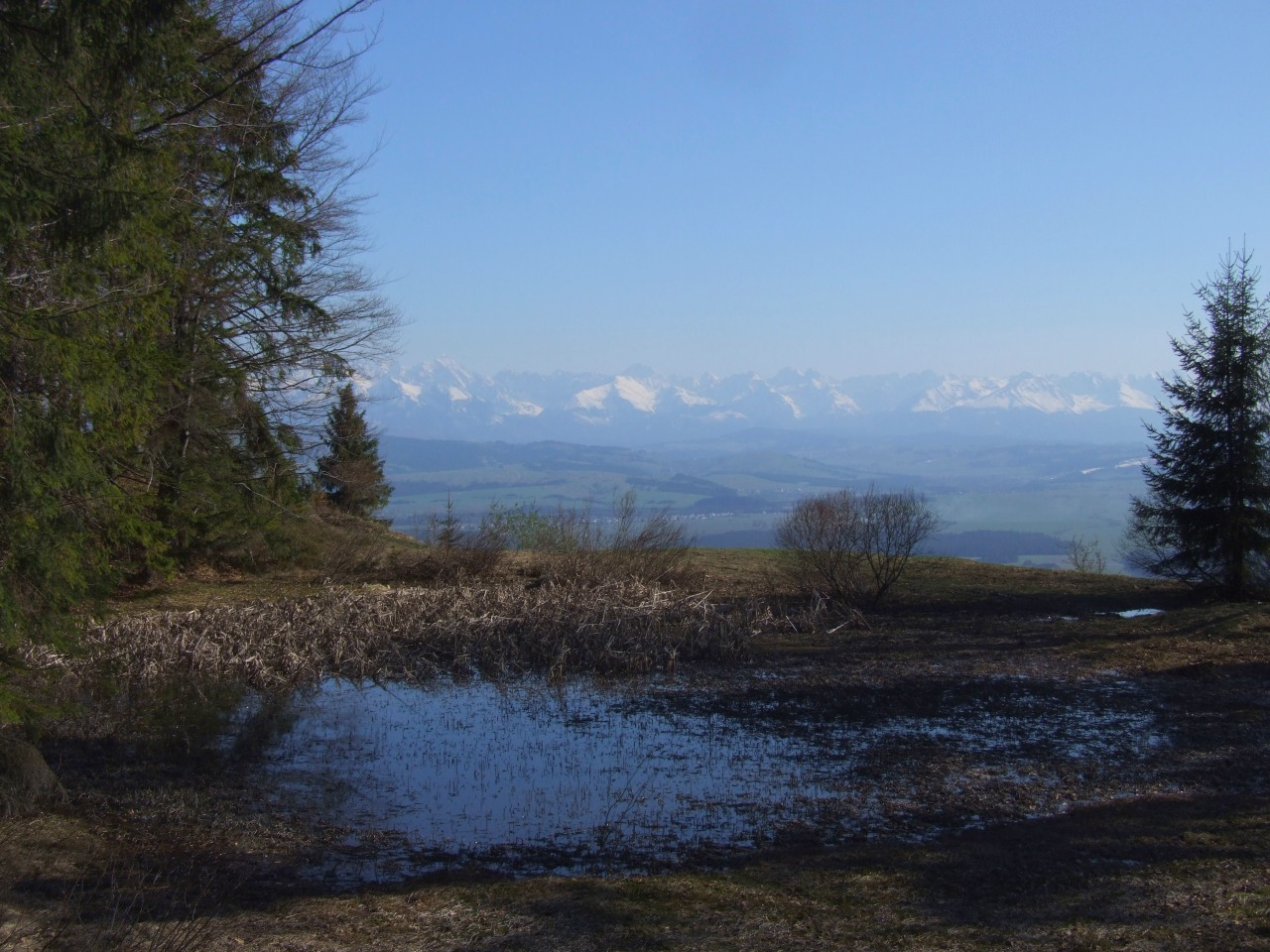
Pucołowski Stawek wiosną i widok na Tatry

Pucołowski Stawek – niewielkie jeziorko na polanie Srokówki w Gorcach (w ludowej podhalańskiej gwarze jeziora nazywane są stawami). Znajduje się na południowych stokach Wyszniej w górnej części Srokówek, na granicy z lasem. Pierwszy raz pisał o nim w Dzienniku podróży do Tatrów Seweryn Goszczyński, który gościł przez jakiś czas na dworze Leona Przerwy-Tetmajera w Łopusznej, a Wysznia była ulubionym miejscem jego spacerów. Tutaj też nad Pucołowskim Stawkiem odbywają się w jego poemacie „Sobótka” góralskie obrzędy nocy świętojańskiej. Po raz pierwszy zaś zbadał i naukowo opisał ten stawek prof. B. Halicki.
Jest to jedno z najwyżej położonych jezior beskidzkich. Jest pochodzenia osuwiskowego, zasilane jest wyłącznie wodami opadowymi i wodami z topniejących śniegów. W 1975 miało około 40 m długości, 25 m szerokości, około 1 m głębokości i było największym naturalnego pochodzenia jeziorem Gorców. Obecnie jednak jest już w końcowym stadium zarastania, nazwa staw jest już właściwie historyczna, w istocie bowiem woda pojawia się tutaj tylko po większych opadach i wiosną, w czasie roztopu śniegów. Przez lato zarośnięte jest bujną roślinnością nadwodną z licznym udziałem wełnianek.
Znad jeziorka obszerna panorama widokowa obejmująca cały łańcuch Tatr, Jezioro Czorsztyńskie i Kotlinę Nowotarską. Tak widokowe miejsce pobudzało ludową wyobraźnię i z miejscem tym związane są różne legendy. Według jednej z nich nad stawem pojawiały się czasami topielice, które zwodziły i mamiły ludzi.
Pucołowski Stawek znajduje się w granicach miejscowości Łopuszna w gminie Nowy Targ, powiecie nowotarskim w województwie małopolskim.

## Szlaki turystyki pieszej
– czarny z Łopusznej przez polanę Srokówki do skrzyżowania z czerwonym szlakiem przy polanie Rąbaniska. Czas przejścia około 2:20 h, ↓ 1:45 h, różnica wzniesień 490 m.
 – zielona ścieżka dydaktyczna „z Łopusznej na Jankówki”. Rozpoczyna się przy Chłapkowej Polanie i prowadzi doliną Chłapkowego Potoku i zboczami Wyszniej przez polanę Jankówki na polanę Srokówki.